# Lotta Lotass

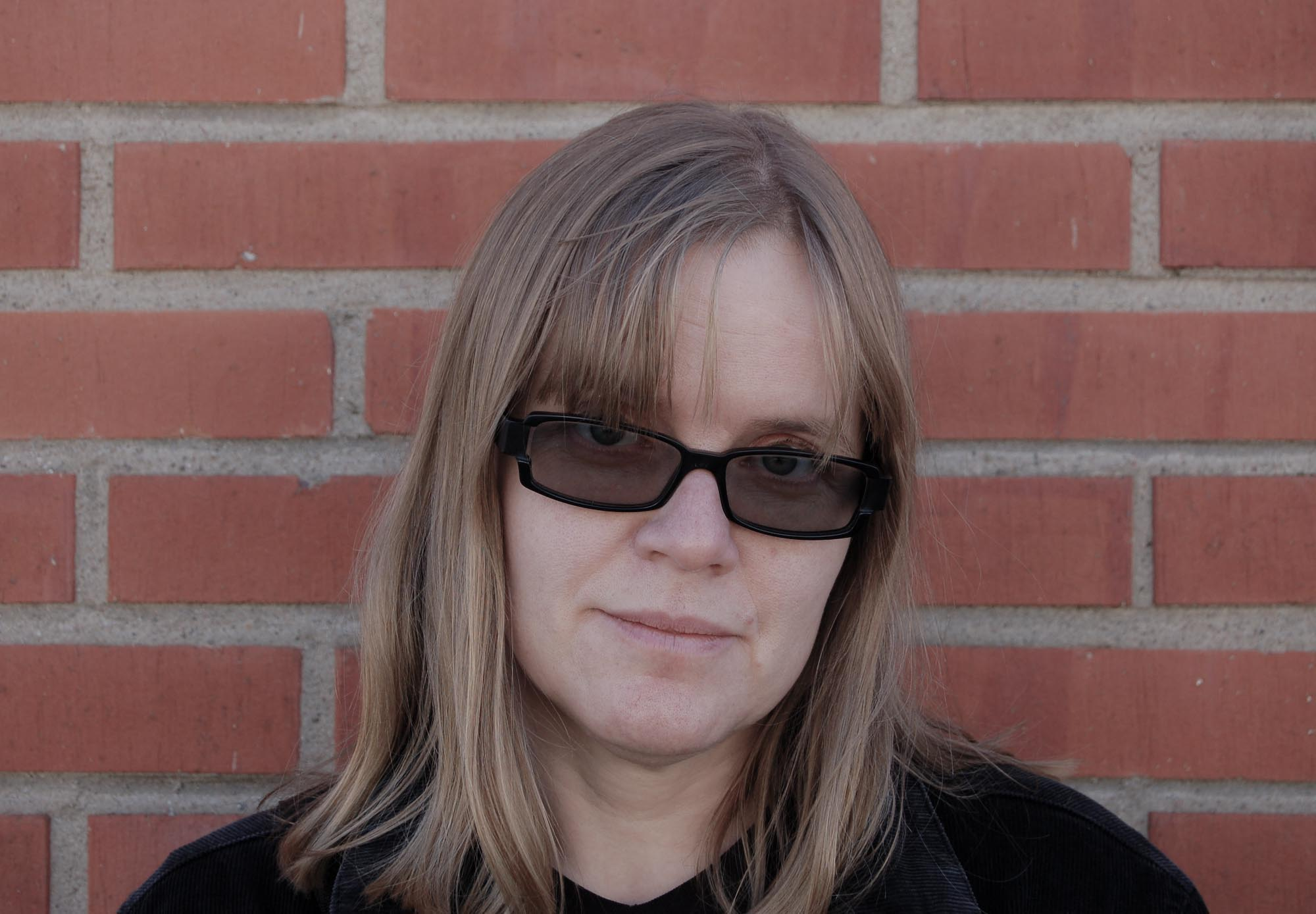
Lotta Lotass

Britt Inger Liselott (Lotta) Lotass (Aussprache [ˌlɔtːa ˈluːtas], * 28. Februar 1964 in Borgsheden, Gemeinde Gagnef) ist eine schwedische Autorin und Literaturwissenschaftlerin.
Sie promovierte im Jahre 2002 in Literaturwissenschaft an der Universität Göteborg, wo sie auch lebt und bei Litteraturbanken arbeitet, einem Digitalisierungsprojekt für schwedische Literatur. Am 6. März 2009 wurde sie in die Schwedische Akademie gewählt, wo sie ab dem 20. Dezember 2009 auf Stuhl Nr. 1 als Nachfolgerin von Sten Rudholm saß. Seit November 2015 nahm sie nicht mehr an der Arbeit der Schwedischen Akademie teil, da sie, wie sie es selbst begründet hat, nicht die dafür erforderliche „soziale Bildung“ für die Teilnahme an Empfängen habe. Am 7. Mai 2018 wurde ihr Austrittsgesuch bewilligt, nachdem im Zuge der Krise der Akademie im Jahre 2018 ein Austritt möglich gemacht worden war. Seit 2010 ist sie auch Mitglied der Kungliga Vetenskaps- och Vitterhets-Samhället i Göteborg.

## Auszeichnungen
- Borås Tidnings Debütantpreis 2001 für ihren Roman Kallkällan
- Aftonbladets Literaturpreis 2001
- Nominiert für den August-Preis 2002 für ihren Roman Band II Från Gabbro till Löväng
- Eyvind-Johnson-Preis 2004
- Göteborgs-Postens Literaturpreis 2004
- Nominiert für den August-Preis 2004 für ihren Roman Tredje flykthastigheten
- Nominiert für den August-Preis 2004 für ihren Roman skymning:gryning
- Romanpreis des Schwedischen Radios für ihren Roman Tredje flykthastigheten
- Nominiert für den Literaturpreis des Nordischen Rates 2006 für ihren Roman skymning:gryning
- Stina-Aronson-Preis 2009
- Selma-Lagerlöf-Preis 2014
- Dan-Andersson-Preis 2018
- Gerard-Bonnier-Preis 2021

## Bibliografie
- Kallkällan 2000
- Aerodynamiska tal 2001
- Friheten meddelad. Studier i Stig Dagermans författarskap (Doktorarbeit) 2002
- Band II Från Gabbro till Löväng 2002
- Tredje flykthastigheten 2004
  - Dritte Fluggeschwindigkeit. Aus dem Schwedischen von Sabine Neumann. Suhrkamp, Frankfurt am Main 2006 (= suhrkamp taschenbuch 3809), ISBN 3-518-45809-4.
- skymning:gryning 2005
- Samlarna 2005
- Min röst skall nu komma från en annan plats i rummet 2006
- Den vita jorden 2007
- Arkipelag. Hörspel 2007
- Dalén 2008
- Den röda himlen 2008
- Redwood 2008
- Hemvist 2009
- Speleologerna 2009